# Huntiet
Het mineraal huntiet is een calcium-magnesium-carbonaat met de chemische formule CaMg3(CO3)4.

## Eigenschappen
Het wit tot citroenwitte huntiet heeft een witte streepkleur, een doffe glans en geen splijting. De gemiddelde dichtheid is 2,696 en de hardheid is 1 tot 2. Het kristalstelsel is trigonaal en huntiet is niet radioactief.

## Voorkomen
Huntiet is een mineraal dat net als dolomiet gevormd wordt door omzetting van kalksteen. Het mineraal wordt onder andere gevonden in Austin, Lander County, Nevada, Verenigde Staten.